# پیز موندون
پیز موندون (به لاتین: Piz Mundaun) یک کوه در سوئیس است که در کانتون گراوبوندن واقع شده‌است. پیز موندون ۲٬۰۶۴ متر بالاتر از سطح دریا واقع شده‌است.